# Edge of Sanity
Edge of Sanity var ett svenskt death metal-band från Finspång, bildat 1989. 
Fram till 1997 leddes bandet av Dan Swanö (gitarrist, sångare, låtskrivare).  Efter albumet Infernal lämnade han bandet och ersattes av Robert Karlsson. Sedan 2003 är bandet ett enmansband som består av den återvändande Swanö.

## Medlemmar
Senaste medlemmar
- Dan Swanö –	sång (1989–1997, 2003), piano (1992–1993), gitarr (1993, 1996–1997), keyboard (1996), basgitarr (1997), alla instrument (2003)

Tidigare medlemmar
- Anders Lindberg	 – basgitarr (1989–1999)
- Benny Larsson – trummor (1989–1999)
- Dread	(Andreas Axelsson) – gitarr (1989–1999), basgitarr (1993), sång (1997)
- Sami Nerberg	 – gitarr (1989–1999)
- Robert "Robban" Karlsson – sång (1997–1999)

Bidragande musiker (studio)
- Yasmina Molero – sång
- Anders Måreby – sång
- Mikael Åkerfeldt – sologitarr, sång
- Peter Tägtgren – sologitarr
- Rogga Johansson – sång
- Jonas Granvik – sång
- Simon Johansson – sologitarr
- Mike Wead – sologitarr

## Diskografi
Demo
- 1989 – Euthanasia
- 1990 – Kur-Nu-Gi-A
- 1990 – The Dead
- 1990 – The Immortal Rehearsals
- 1992 – 1992 Promo
- 1992 – Dead but Dreaming
- 1992 – Unorthodox

Studioalbum
- 1991 – Nothing but Death Remains
- 1992 – Unorthodox
- 1993 – Spectral Sorrows
- 1994 – Purgatory Afterglow
- 1996 – Crimson
- 1997 – Infernal
- 1997 – Cryptic
- 2003 – Crimson II

EP
- 1994 – Until Eternity Ends

Samlingsalbum
- 1999 – Evolution
- 2006 – When All Is Said • The Best of Edge of Sanity
- 2015 – Crimson I & II (2x12" vinyl)